# Bing Dwen Dwen y Shuey Rhon Rhon
Bing Dwen Dwen (en chino, 冰墩墩) y Shuey Rhon Rhon (en chino, 雪容融) fueron las mascotas oficiales de los Juegos Olímpicos y Paralímpicos de Pekín 2022. Diseñadas por los artistas chinos Cao Xue y Jiang Yufan.

## Historia
El concurso de diseño de mascotas se lanzó el 8 de agosto de 2018, se presentaron un total de 5,816 diseños para su posterior revisión y diez fueron preseleccionados, las mascotas se presentaron el 17 de septiembre de 2019, Bing Dwen Dwen y Shuey Rhon Rhon fueron seleccionados entre otros ocho diseños esperanzadores.

### Selección
Se presentaron un total de 5,816 diseños para su posterior revisión y diez fueron preseleccionados, las mascotas se presentaron el 17 de septiembre de 2019, Bing Dwen Dwen y Shuey Rhon Rhon fueron seleccionados entre otros ocho diseños esperanzadores.

## Características
Bing Dwen Dwen es un panda gigante con un traje de hielo, un corazón de oro y un amor por todos los deportes de invierno. El panda está listo para compartir el verdadero espíritu de los Juegos Olímpicos con todo el mundo. Shuey Rhon Rhon es una linterna china antropomórfica. Las linternas representan cosecha, celebración, calidez y luz. La forma de deseo en la parte superior simboliza la felicidad auspiciosa. El patrón continuo de la paloma de la paz y el Templo del Cielo simboliza la amistad pacífica y destaca las características del lugar donde se celebra el lugar. El patrón decorativo incorpora el arte tradicional chino cortado en papel. La nieve en la cara representa el significado de "una caída de nieve estacional promete un año fructífero". También refleja el diseño antropomórfico y resalta la ternura de la mascota. Bing Dwen Dwen fue diseñado por Cao Xue, diseñador jefe de la Academia de Bellas Artes de Guangzhou, mientras que Shuey Rhon Rhon fue diseñado por Jiang Yufan, un estudiante universitario con especialización en diseño de productos en el Instituto de Diseño de Arte Jilin.